# Rhododendron kiusianum
Rhododendron kiusianum är en ljungväxtart som beskrevs av Tomitaro Makino. Rhododendron kiusianum ingår i släktet rododendron, och familjen ljungväxter. Inga underarter finns listade i Catalogue of Life.

## Bildgalleri

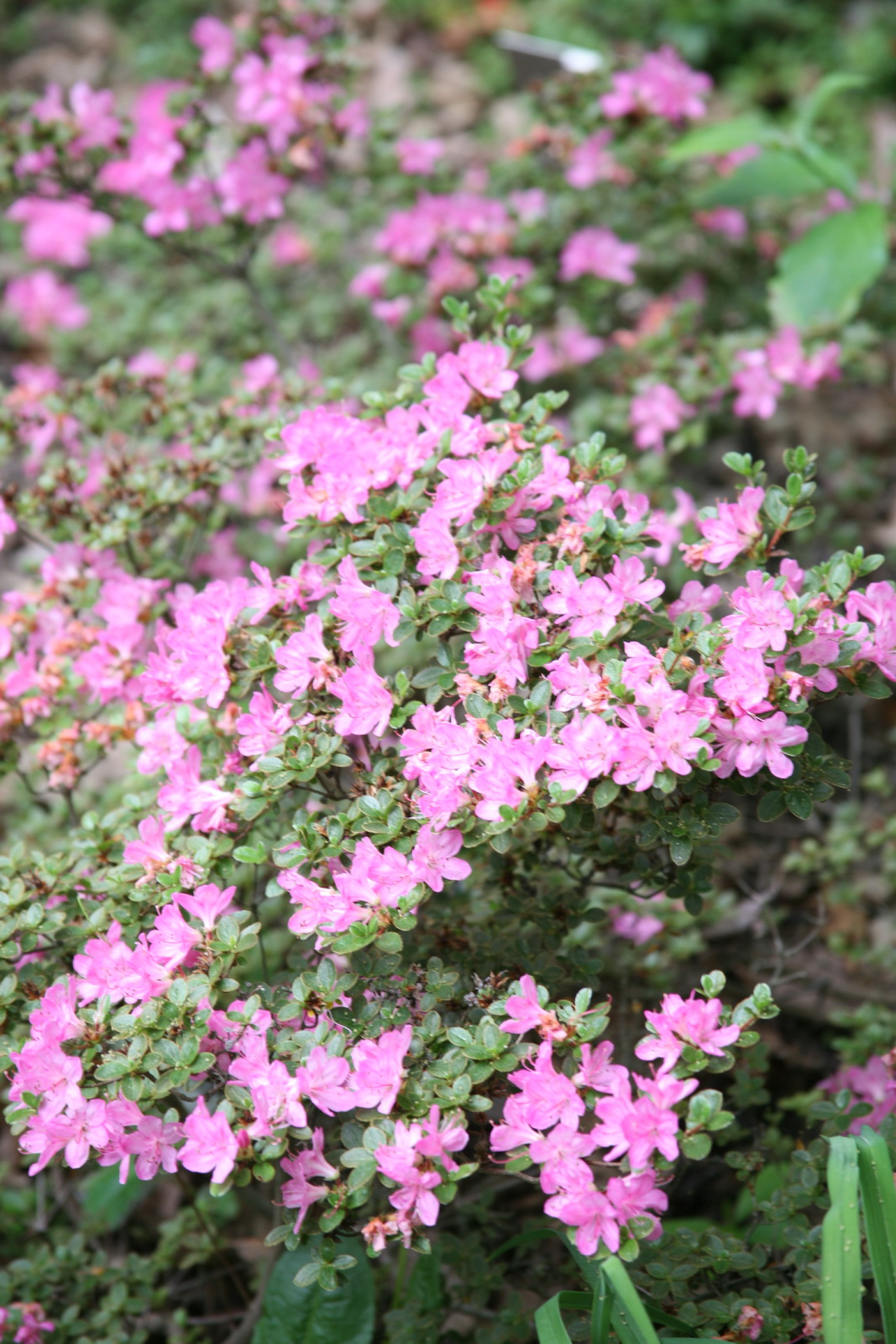
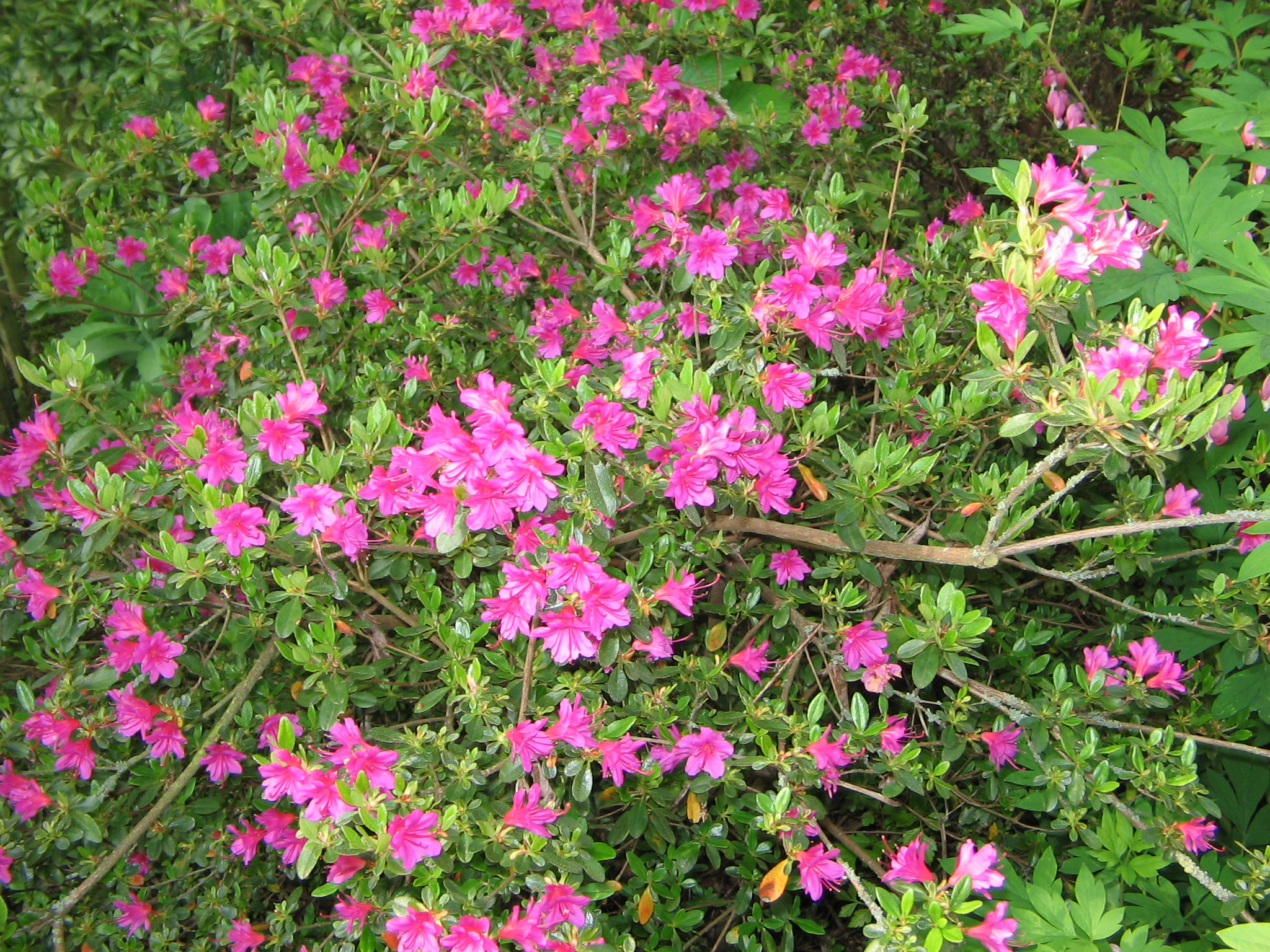
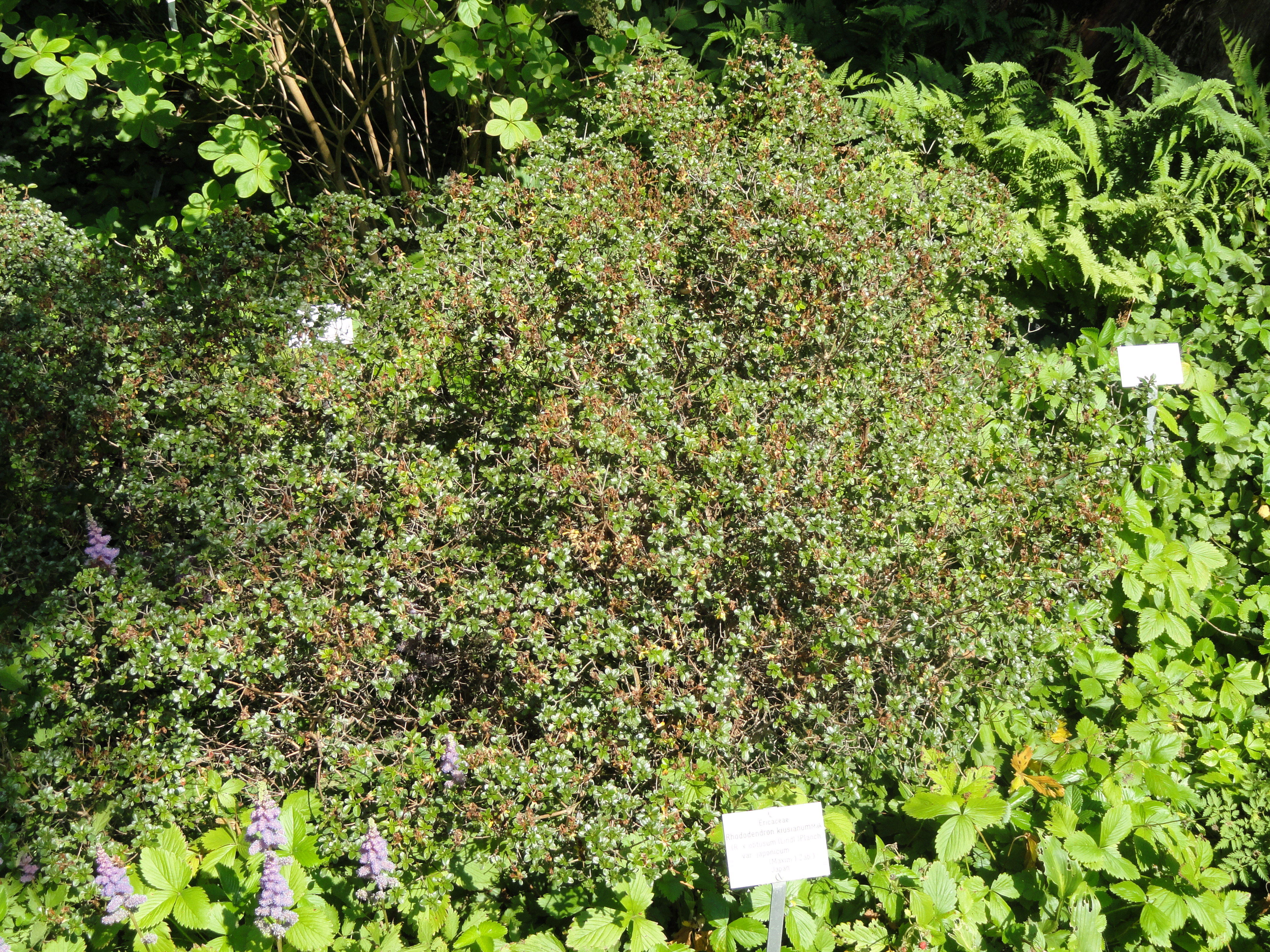
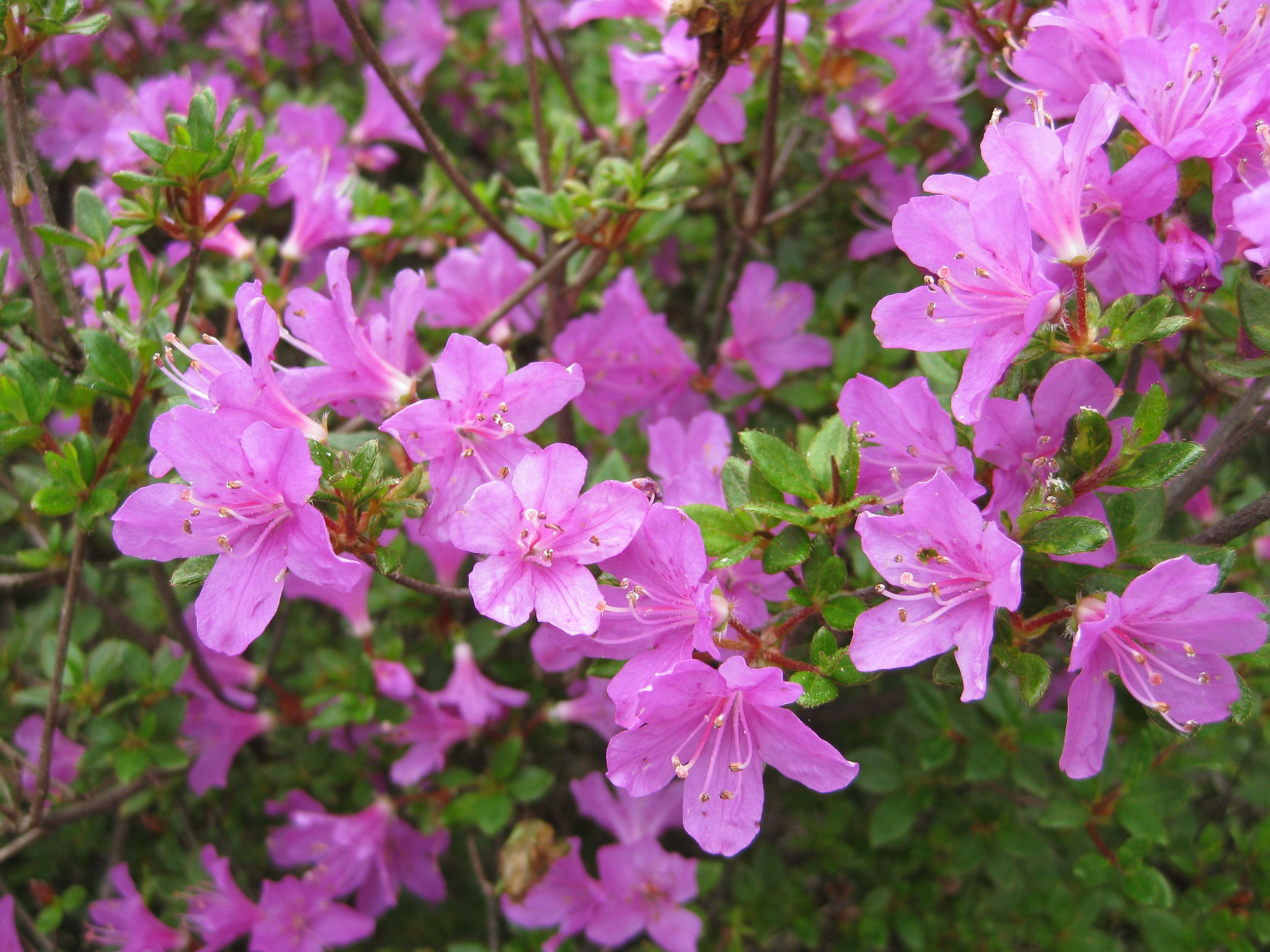
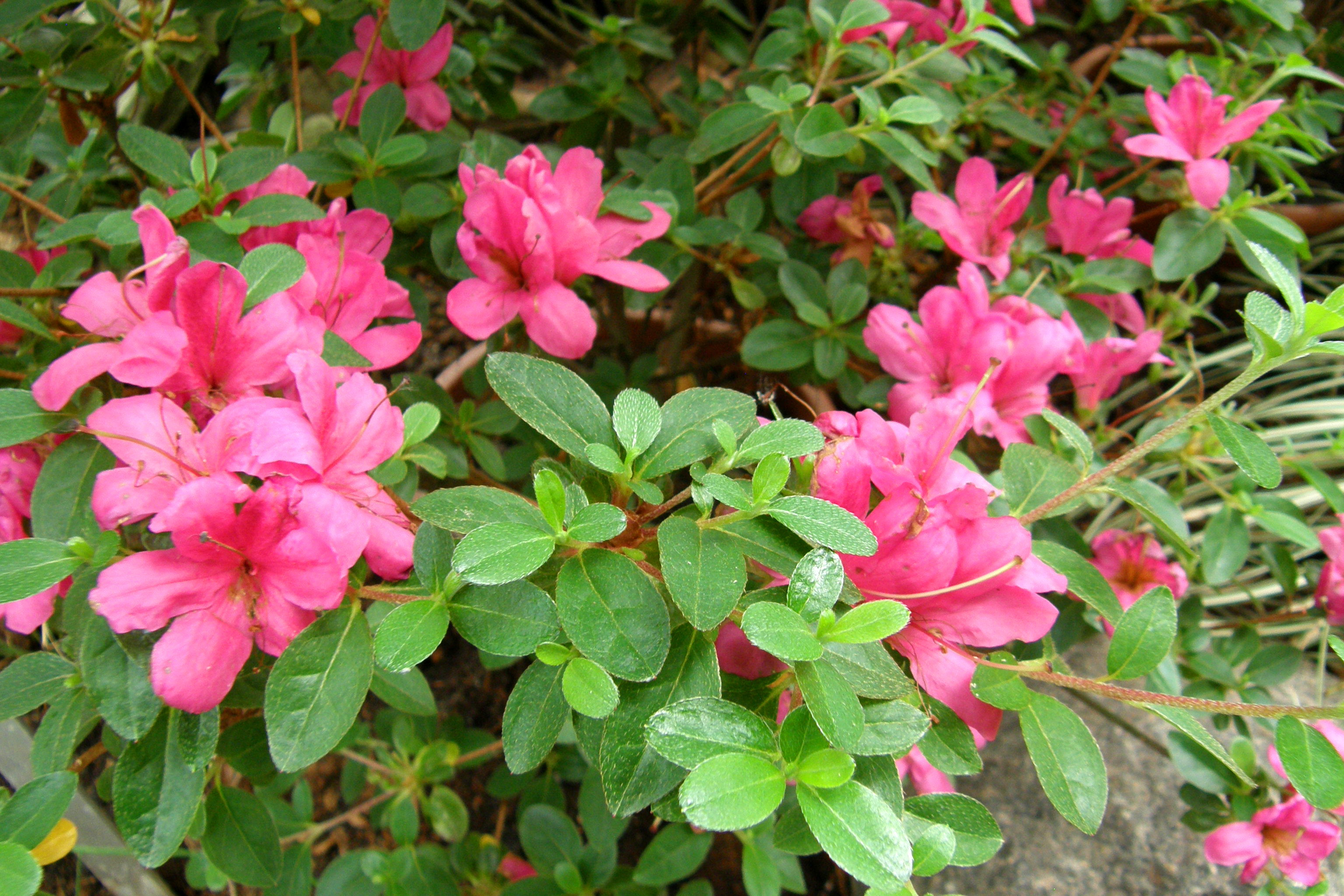
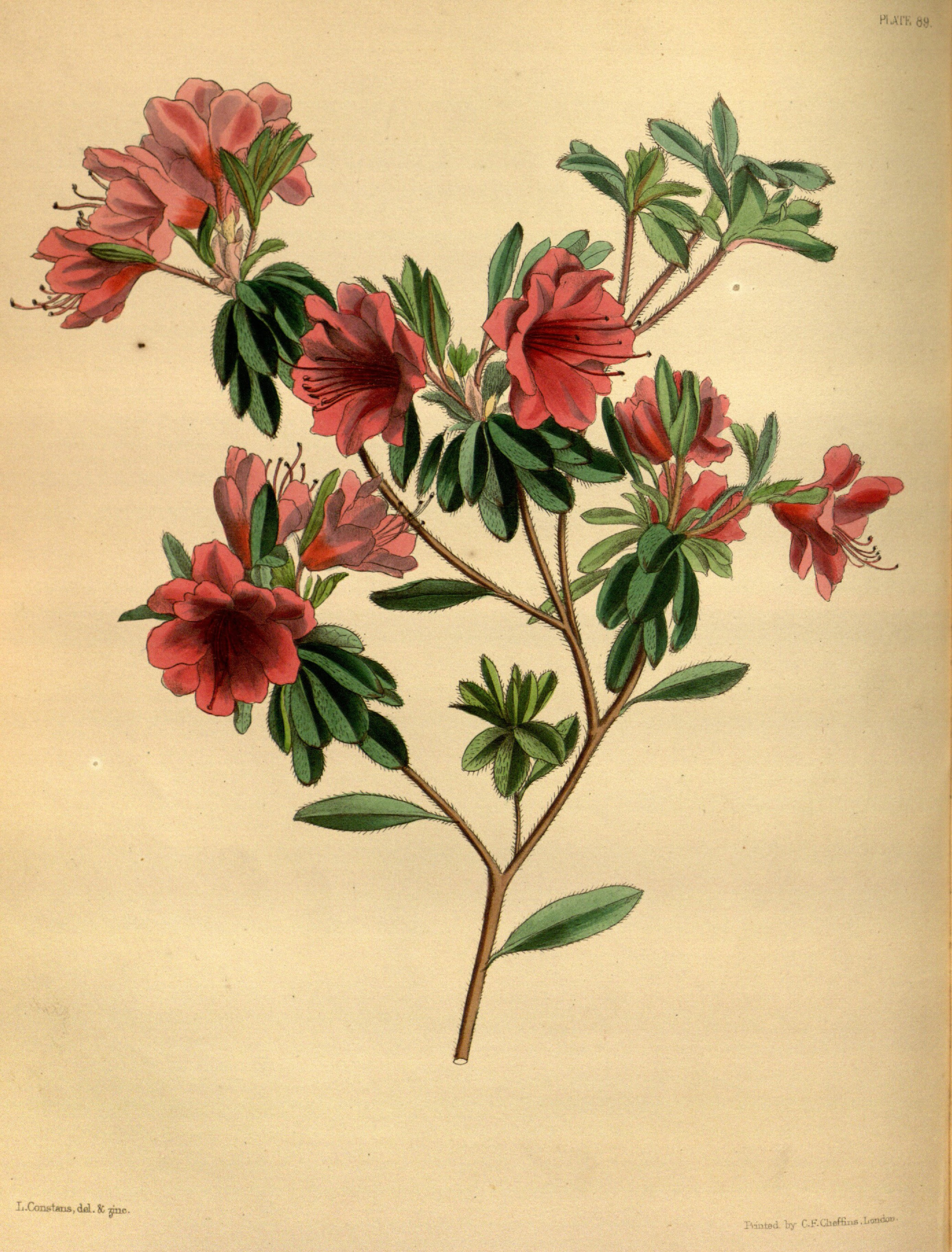